# Siemion Nadson
Siemion Jakowlewicz Nadson (ros. Семён Я́ковлевич На́дсон, ur. 26 grudnia 1862 w Petersburgu, zm. 31 stycznia 1887 w Jałcie) – rosyjski poeta.
Początkowo był związany z ruchem narodników, tworzył poezję refleksyjną o precyzyjnej kompozycji, która łączyła tendencje społecznej liryki obywatelskiej z koncepcjami sztuki dla sztuki (Stichotworienija, 1885). Do wielu jego utworów skomponowano muzykę (m.in. Siergiej Rachmaninow). Pierwszy polski wybór jego poezji został wydany w 1897. Przekłady w antologiach: Dwa wieki poezji rosyjskiej (1954), Stu trzydziestu poetów (1957).